# Archimède
Archimède és un grup de rock francès originari de Laval, Mayenne. Formada l'any 2004, és dirigida pels germans Nicolas i Frédéric Boisnard.

## Biografia
Havent nascut a Laval (Mayenne), Frédéric i Nicolas Boisnard van fundar Archimède el 2004. Després de passar mesos als escenaris, tant a la seva regió natal com a la resta de França, Archimède va entrar a l'estudi el 2008 per enregistrar el seu primer àlbum. Totes les cançons van ser escrites pels germans Boisnard. El seu àlbum va vendre aproximadament 25.000 còpies.
Catégorie:Article à référence souhaitée
L'any 2010 el grup va ser seleccionat per a les Victoires de la Musique en la categoria “Àlbum revelació de l'any" però la victòria finalment recau en Yodelice per Tree of Life. Van gravar el seu segon disc, Trafalgar, publicat el 5 setembre 2011. Aquest àlbum inclou un primer senzill, Le Bonheur, amb un videoclip publicat el juliol de 2011.
Amb motiu de la publicació d'aquest disc, el diari Libération va dedicar dues pàgines al grup i la ràdio France Inter, en el seu programa Les Affranchis, també els va dedicar un article. Després comencen una llarga gira: el Trafalgar Tour.
El grup s'obre per a Hubert-Félix Thiéfaine el dissabte 22 d'octubre de 2011 al Palais omnisports de Paris-Bercy, i diversos teloners de la gira 2012 de Bénabar.
Catégorie:Article à référence souhaitée
L'àlbum Trafalgar va ser nominat a la categoria Rock Album a les Victoires de la Musique 2012 però la victòria va tornar a eludir el grup, i finalment va anar a Izïa per So Much Trouble. Frédéric i Nicolas Boisnard van escriure la cançó À l'abri du monde per a l'àlbum L'Attente de Johnny Hallyday, publicat el 12 novembre 2012. Més tard, el 2014 va sortir el disc Arcadia.
El 26 de febrer 2015, el grup va patrocinar el premi Georges Moustaki, a la Sorbona, a París. El desembre del 2015, el grup va ser premiat per l'Académie du Maine i va rebre el premi Mayenne, per "la qualitat dels seus textos i melodies". Poc després, el grup va revelar el títol Tango, que es va convertir en el nou himne del club de futbol Stade Lavallois.
El seu quart àlbum, Méhari, va sortir a l'abril 2017. El 31 d'agost de 2019, van donar un concert a l'aire lliure davant de 1500 espectadors al parc del castell de Santa-Suzanne (Mayenne) en ocasió de la sortida del seu àlbum Pop Decennium.

## Posició política
L'ú de maig del 2017, durant la campanya per la segona volta de l'elecció presidencial francesa de 2017, el grup participa en un concert organitzat a Laval en el marc d'una concentració ciutadana contra el Front nacional.

## Recepció crítica
Els àlbums d'Archimède es beneficien de crítiques generalment elogioses, que destaquen la qualitat de l'escriptura de Nicolas Boisnard i l'eficàcia dels sons pop del seu germà Frédéric. La premsa especialitzada com Les Inrocks, o més generalistes com Le Figaro, Libération i Ouest-France saluden el treball del duet mayenne.

## Membres
- Nicolas Boisnard: veu, tamborí, harmònica
- Frédéric Boisnard — guitarra, veu
- Daniel Marsala - guitarra
- Fred Jimenez - baix
- Olivier Ferrarin - bateria

## Discografia

### Àlbums d'estudi
| • Archimède (2009) |
| --- |
| (Sony Music) 1. Éva Et Les Autres 2. L'Été Revient 3. Vilaine Canaille 4. Au Diable Vauvert 5. Fear Facteur 6. À L'Ombre 7. À L'Heure H 8. Passe Par Paris 9. L'Amour PMU 10. Décalage Horaire 11. Dussé-Je |

| • Trafalgar (2011) |
| --- |
| (Sony Music) 1. L'Intrus 2. Le Bonheur 3. Je Prends 4. A Mes Dépens 5. Les Petites Mains 6. On Aura Tout Essayé 7. Est-Ce Que C'Est Juste 8. Les Premiers Lundis De septembre 9. Nos Vies D'Avant 10. Tout Fusionne 11. Bye Bye Bailleur |

| • Arcadie (2014) |
| --- |
| (Sony Music) 1. Allons Enfants 2. Julia 3. Toi Qui Peines Au Bureau 4. L'amour À Perpète 5. Dis-le Nous 6. Ça Fly Away 7. Les Indociles 8. Au Marché Des Amandiers 9. Les Winners Et Les Branques 10. Oh Viens Ma Chérie 11. Le Grand jour |

| • Méhari (2017) |
| --- |
| (Little Big Music) 1. Je singe le Monkey 2. Rue de la joie 3. Toujours plus con 4. La joie de rompre 5. Je t'aime low cost 6. Fils de 7. Hendaye 8. Vivre est un poème 9. Rien ne sert de courir 10. Accroche-toi 11. Le branleur parfait 12. Le branleur parfait (version punk) |

| • Frères (2023)         |
| ----------------------- |
| (709 Records) 1. Frères |

### Recopilacions i àlbums en directe
| • Pop Decennium (2019) |
| --- |
| (Little Big Music) 1. Je singe le Monkey (Live 2019) 2. Presqu'il (Live 2019) 3. Au marché des amandiers (Live 2019) 4. Au diable Vauvert (Live 2019) 5. L'amour est dans le pré (Live 2019) 6. Julia (Live 2019) 7. Elo (Live 2019) 8. Dussé-je (Live 2019) 9. Les premiers lundis de septembre (Live 2019) 10. Au garde-à-vous (Live 2019) 11. L'été revient (Live 2019) 12. Vivre est un poème (Live 2019) 13. Ça Fly Away (Live 2019) 14. Je prends (Live 2019) 15. Rue de la joie (Live 2019) 16. Le bonheur (Live 2019) 17. Dutronner (Live 2019) |

### Singles
- 2009 : Vilaine Canaille
- 2009 : L'Été Revient
- 2009 : Fear Facteur
- 2010 : Au Diable Vauvert
- 2011 : Le Bonheur
- 2011 : Je Prends
- 2012 : Les petites mains
- 2014 : Julia
- 2014 : Ça fly away[15]
- 2017 : Je t'aime low cost
- 2017 : Je singe le monkey
- 2017 : Rue de la joie
- 2023 : Frères
- 2023 : Les planches